# リトケ諸島
リトケ諸島(リトケしょとう、ロシア語: Острова Литке)は、北極海の一部であるカラ海のタイミル半島西方に位置するロシア連邦領ノルデンショルド群島の北部を構成する諸島である。ルースキー島の南に位置する。
1901年ロシアの探検家フョードル・リトケから名づけられた。

## 構成する島
諸島は以下7つの島および1つの諸島からなる。
- トロスニー島(Остров Торосный)
- ソフィー島(Остров Софии)
- シコラ島(Остров Сикора)
- シレイコ島(Остров Шилейко)
- エルモロヴァ島（ロシア語版）(Остров Ермолова)
- ウンコフスキー島(Остров Унковского)
- ペダシェンコ島(Остров Педашенко)
- トゥリ・ブラタ諸島(Острова Три Брата) - 3つの島。諸島名は「三兄弟」の意味。